# Robert Stefanicki
Robert Stefanicki – polski prawnik, dr hab. nauk prawnych, profesor zwyczajny Instytutu Prawa Cywilnego Wydziału Prawa, Administracji i Ekonomii Uniwersytetu Wrocławskiego.

## Życiorys
Jest absolwentem prawa na Wydziale Prawa i Administracji Uniwersytetu Wrocławskiego. Praca magisterska Prawo do nazwy (firmy) i jego ochrona, napisaną pod opieką naukową dr. hab. Jerzego Jacyszyna, została nagrodzona przez wydziałową komisję konkursową. 28 stycznia 2002 obronił pracę doktorską Reklama w świetle przepisów ustawy o zwalczaniu nieuczciwej konkurencji, 19 listopada 2007 habilitował się na podstawie pracy zatytułowanej Ochrona konsumenta w świetle ustawy o szczególnych warunkach sprzedaży konsumenckiej. 18 października 2012 nadano mu tytuł profesora w zakresie nauk prawnych.
Objął stanowisko profesora nadzwyczajnego w Instytucie Prawa Cywilnego na Wydziale Prawa, Administracji i Ekonomii Uniwersytetu Wrocławskiego. Od stycznia 2021 jest członkiem Komisji Dyscyplinarnej ds. nauczycieli akademickich przy Radzie Głównej Nauki i Szkolnictwa Wyższego na kadencję 2021–2024.
Jednym z podstawowych obszarów badań prof. Roberta Stefanickiego jest problematyka ochrony prawnej konsumenta. Przedmiotem szczególnej uwagi profesora jest problem niskiej jakości polskiego prawa i braku przejrzystości, m.in. w związku z implementacją dyrektyw konsumenckich w odrębnych aktach prawnych.
Wypromował 8 magistrów na stopień naukowy doktora: 
1. Barbara Sudnik-Hryniewicz
2. Marcin Dudarski
3. Michał Gajowczyk
4. Anna Szermach
5. Marcin Śledzikowski
6. Mirosław Dela
7. Jarosław Ciesielski
8. Dominik Delczyk